# Fabien Pelous
Fabien Pelous (Tolosa, 7 dicembre 1973) è un ex rugbista a 15 e dirigente sportivo francese, in carriera attivo come seconda linea.
Al Tolosa per 12 stagioni, nelle quali ha vinto 3 campionati francesi e due Coppe europee, è anche il detentore di presenze in Nazionale francese (118).
Dopo il ritiro ha intrapreso l'attività di dirigente sportivo ed è, dal 2015, il direttore tecnico dello stesso Tolosa, incarico lasciato libero dall'ex allenatore e manager Guy Novès.

## Biografia
Nato a Tolosa da una famiglia di agricoltori di Saverdun, fu in tale cittadina dei Pirenei che Pelous crebbe e nella quale intraprese sia gli studi che la pratica rugbistica.
Nel locale club rimase fino all'età di 18 anni, per poi passare al Graulhet; nel periodo di permanenza in tale squadra si diplomò fisioterapeuta e, nel 1995, si trasferì al Dax, club con il quale si mise in evidenza in ottica internazionale: alla fine di tale anno, infatti, esordì nella Nazionale francese (contro la Romania) e, nel 1996, disputò il primo di 11 tornei consecutivi del Cinque e (dal 2000) Sei Nazioni, che vinse 5 volte, 4 delle quali (1997, 1998, 2002 e 2004) con il Grande Slam.
Nel 1997 entrò nel Tolosa, club al quale ha legato tutti i suoi successi (3 campionati francesi più due finali perse, 4 finali di Heineken Cup di cui 2 vinte, una Coppa di Francia); nel 1999 prese parte alla sua prima Coppa del Mondo, nella quale disputò 5 incontri e giunse, con la Francia, fino alla finale, poi persa, contro l'Australia.
Fu presente anche alle Coppe del Mondo 2003 in Australia e 2007 in Francia, con rispettivamente 6 e 5 incontri, giungendo in entrambe le edizioni alla finale per il 3º posto, perse rispettivamente contro Nuova Zelanda e Argentina.
Al termine della Coppa del Mondo 2007 Pelous annunciò il suo ritiro dall'attività internazionale, dopo 118 incontri (e 42 da capitano), che ne fanno il francese con il maggior numero di incontri internazionali e il secondo assoluto di tutta la storia del rugby a 15 dopo l'australiano George Gregan (139).
Successivamente Pelous annunciò il suo ritiro definitivo dall'attività al termine della stagione 2008-09.
Nel corso del 2008 Pelous fu anche candidato al consiglio municipale di Tolosa, nel raggruppamento politico di centro-destra Unione per un Movimento Popolare, a sostegno del sindaco uscente Jean-Luc Moudenc, che correva per la riconferma.
In base al programma reso noto al pubblico, in caso di elezione Pelous avrebbe dovuto occuparsi dell'assessorato cittadino alla Gioventù.
La poltrona di sindaco fu poi conquistata dal candidato socialista Pierre Cohen.

## Palmarès
- Campionati francesi: 3
Tolosa: 1998-99; 2000-01; 2007-08
- Coppe di Francia: 1
Tolosa: 1997-98
- Heineken Cup: 2
Tolosa: 2002-03, 2004-05